# A világirodalom remekei (Európa Könyvkiadó)
A világirodalom remekei sorozatot az Európa Könyvkiadó 1963-ban indította útjára, s hónapról hónapra adta ki a köteteket, 1987-ig. A könyvek változó színű, egészvászon-kötésben jelentek meg.
Az 1920-as években is létezett egy ilyen című, ill. 1949–50-ben a Franklin kiadó is közreadta a maga rövidéletű sorozatát. 2007-2011 között a Ventus Libro adott közre ezzel a címmel mintegy 10 kötetet (Híres történetek... kezdettel).

## A sorozat darabjai
- Csingiz Ajtmatov: Az évszázadnál hosszabb ez a nap (1986)
- Jorge Amado: Flor asszony két férje (1970)
- Jorge Amado: Gabriela/Szegfű és fahéj (1975)
- Jorge Amado: Zsubiabá (1978)
- Amerikai kisregények: A Szomorú Kávéház balladája (1968)
- Amerikai kisregények: Carson McCullers – John Cheever – Katherine Anne Porter – Richard Brautigan – Truman Capote: Faragott koporsók (1968)
- Martin Andersen Nexö: Ditte, az ember lánya I–II. (1980)
- Ivo Andrić: Híd a Drinán – Visegrádi krónika (1973)
- Louis Aragon: A bázeli harangok (1974)
- Louis Aragon: Az omnibusz utasai I–II. (1976)
- Louis Aragon: Sziget a Szajnán / Aurélien (1971)
- Jane Austen: A mansfieldi kastély (1968)
- Jane Austen: Büszkeség és balítélet (1968)
- Jane Austen: Értelem és érzelem
- Honoré de Balzac: A rejtély / Albert Savarus (1978)
- Honoré de Balzac: A tizenhármak története (1973)
- Honoré de Balzac: César Birotteau nagysága és bukása és más elbeszélések
- Honoré de Balzac: Elveszett illúziók / A kalandor I–II. (1965)
- Honoré de Balzac: Eugénie Grandet / A harmincéves asszony (1977)
- Honoré de Balzac: Gobseck / Goriot apó
- Honoré de Balzac: Huhogók avagy Bretagne 1799-ben
- Honoré de Balzac: Kurtizánok tündöklése és nyomorúsága (1964)
- Matteo Bandello: A pajzán griffmadár I–II. (1983)
- Giovanni Boccaccio: Dekameron I–II. (1963)
- Heinrich Böll: Korai évek kenyere – Három kisregény (1970)
- Bertolt Brecht: A háromgarasos regény (1970)
- Charlotte Brontë: Jane Eyre
- Charlotte Brontë: Villette / Henry Hastings kapitány I–II. (1974)
- Emily Brontë: Üvöltő szelek
- Mihail Bulgakov: A fehér gárda (1983)
- Mihail Bulgakov: A Mester és Margarita (1978)
- Ivan Bunyin: A szerelem nyelvtana (1982)
- Dino Buzzati: A tatárpuszta / Egy szerelem története (1978)
- Cao Hszüe-csin: A vörös szoba álma (1964)
- Karel Čapek: Elbeszélések (1967)
- Miguel de Cervantes: Don Quijote I–II. (1966)
- Colette: Kóborélet és más kisregények (1972)
- Joseph Conrad: Lord Jim (1972)
- Anton Pavlovics Csehov: A kutyás hölgy (1971)
- Daniel Defoe: Moll Flanders (1977)
- Federico De Roberto: Ábránd (1978)
- Charles Dickens: A Pickwick Klub I–II. (1976)
- Charles Dickens: Copperfield Dávid I–II. (1981)
- Fjodor Mihajlovics Dosztojevszkij: A félkegyelmű (1973)
- Fjodor Mihajlovics Dosztojevszkij: A Karamazov testvérek I–III. (1977)
- Fjodor Mihajlovics Dosztojevszkij: A szelíd teremtés / Kisregények (1975)
- Fjodor Mihajlovics Dosztojevszkij: Bűn és bűnhődés (1964)
- Fjodor Mihajlovics Dosztojevszkij: Feljegyzések a holtak házából (1981)
- Theodore Dreiser: Amerikai tragédia I–II. (1966)
- Theodore Dreiser: Carrie drágám (1967)
- Alexandre Dumas: A három testőr (1969)
- Alexandre Dumas: A régens lánya (1983)
- Alexandre Dumas: Bragelonne vicomte I-V. (1971)
- Alexandre Dumas: Egy orvos feljegyzései I–IV. (1974)
- Alexandre Dumas: Emma Lyonna / A testvériség ünnepe / A király parancsára I–II. (1980)
- Alexandre Dumas: Húsz év múlva I–II.
- Alexandre Dumas: Luisa San Felice (1977)
- Alexandre Dumas: Monte Cristo grófja
- Ilja Ehrenburg: A D. E. Tröszt / Tizenhárom pipa (1967)
- Ilja Ehrenburg: A harácsoló / Moszkvai sikátor (1972)
- Ilja Ehrenburg: Párizs bukása (1968)
- Elbeszélések a második világháborúról: Pokolraszállás (1975)
- George Eliot: A vízimalom (1966)
- Az ezeregyéjszaka meséi (1974)
- Howard Fast: Spartacus (1973)
- William Faulkner: A hang és a téboly / Míg fekszem kiterítve (1976)
- Lion Feuchtwanger: A csúnya hercegnő / Simone (1967)
- Lion Feuchtwanger: A hamis Néró (1971)
- Lion Feuchtwanger: Goya / A megismerés gyötrelmes útja (1964)
- Lion Feuchtwanger: Rókák a szőlőben I–III. (1981)
- Henry Fielding: Tom Jones I–II. (1965)
- Gustave Flaubert: Bovaryné (1965)
- Gustave Flaubert: Szalambó / Elbeszélések (1967)
- Theodor Fontane: Effi Briest / A Poggenpuhl család (1981)
- Theodor Fontane: Jenny Treibel / Stine (1977)
- Theodor Fontane: Tévelygések-tévedések / Cécile (1976)
- Anatole France: Bonnard Szilveszter vétke / A fehér kövön (1987)
- Anatole France: Thaisz / A vörös liliom (1978)
- Anne Frank – Jan Otcenášek: Anne Frank naplója / Rómeó, Júlia és a sötétség (1982)
- Leonhard Frank: Jézus tanítványai (1971)
- Nyikolaj Gogol: Holt lelkek (1977)
- A görög-latin próza mesterei: Lakoma (1974)
- Gabriel García Márquez: Száz év magány
- William Golding: A legyek ura / A piramis (1970)
- Makszim Gorkij: Az áruló (1981)
- Makszim Gorkij: Gyermekkorom (1973)
- Makszim Gorkij: Inasévek / Az én egyetemeim (1973)
- Graham Greene: A csendes amerikai/Elbeszélések (1967)
- Thomas Hardy: A weydoni asszonyvásár (1979)
- Thomas Hardy: Egy tiszta nő (1974)
- Thomas Hardy: Lidércfény
- Nathaniel Hawthorne: A hétormú ház – Elbeszélések (1980)
- Nathaniel Hawthorne: A skarlát betű
- Hét halhatatlan német kisregény: A viharlovas
- Ernest Hemingway: Akiért a harang szól
- Ernest Hemingway: Búcsú a fegyverektől (1966)
- Ernest Hemingway: Elbeszélések (1972)
- Stefan Heym: Keresztesvitézek I–II. (1984)
- E. T. A. Hoffmann: Az arany virágcserép (1982)
- Richard Hughes: Szélvihar Jamaikában / Örvényben (1969)
- Victor Hugo: A nevető ember (1964)
- Victor Hugo: A nyomorultak
- Victor Hugo: A párizsi Notre-Dame (1979)
- Victor Hugo: A tenger munkásai (1980)
- Victor Hugo: Kilencvenhárom (1973)
- Huszadik századi angol kisregények: Előjáték (1969)
- Huszadik századi elbeszélések: Élhetetlen szerelmesek (1984)
- Huszadik századi francia kisregények: A test ördöge
- Aldous Huxley: A vak Sámson (1972)
- Ilja Ilf – Jevgenyij Petrov: Aranyborjú (1976)
- Panait Istrati: Kyra Kyralina – Négy regény (1975)
- Jarosław Iwaszkiewicz: Máter Johanna és más elbeszélések
- Henry James: Egy hölgy arcképe I–II. (1985)
- Níkosz Kazandzákisz: Akinek meg kell halnia (1973)
- Níkosz Kazandzákisz: Zorbász, a görög (1968)
- Egon Erwin Kisch: Kalandozások öt világrészben (1969)
- Klasszikus amerikai kisregények: Mennyei utazás (1970)
- Klasszikus angol kisregények: Tájfun (1968)
- Kreutzer-szonáta – Nyolc halhatatlan orosz kisregény (1967)
- Miroslav Krleža: Ezeregy halál – Válogatott elbeszélések (1979)
- Alekszandr Ivanovics Kuprin: Párbaj (1980)
- Latin-amerikai kisregények: Az üldöző (1972)
- Siegfried Lenz: Németóra (1982)
- Nyikolaj Leszkov: A lepecsételt angyal – Kisregények és elbeszélések (1979)
- Sinclair Lewis: Arrowsmith (1963)
- Sinclair Lewis: Dodsworth (1971)
- Sinclair Lewis: Fő utca (1966)
- Sinclair Lewis: Királyi vér (1978)
- Jack London: A Vaspata (1984)
- Jack London: Az éneklő kutya / A fehér csend (1964)
- Jack London: Kisregények és elbeszélések I–II. (1968)
- Jack London: Martin Eden (1974)
- Heinrich Mann: IV. Henrik I–IV. (1979)
- Thomas Mann: A Buddenbrook ház – Egy család alkonya (1963)
- Thomas Mann: Egy szélhámos vallomásai (1968)
- Thomas Mann: Királyi fenség (1987)
- Thomas Mann: Lotte Weimarban (1969)
- Thomas Mann: Úr és kutya (1979)
- Alessandro Manzoni: A jegyesek I–II. (1975)
- Roger Martin du Gard: A Thibault család
- William Somerset Maugham: Az ördög sarkantyúja / Színház (1969)
- William Somerset Maugham: Örök szolgaság I–II. (1972)
- Guy de Maupassant:A szépfiú (1973)
- Guy de Maupassant: Az ismeretlen asszony – Válogatott elbeszélések (1967)
- Guy de Maupassant: Egy asszony élete / Péter és János (1986)
- Guy de Maupassant: Erős, mint a halál (1970)
- Guy de Maupassant: Komornyikné őnagysága (1964)
- François Mauriac: Viperafészek és más regények (1976)
- Prosper Mérimée: Szent Bertalan éjszakája (1980)
- Robert Merle: A sziget I–II. (1975)
- Robert Merle: Mesterségem a halál (1978)
- Modern olasz kisregények: Az este hangjai (1972)
- Alberto Moravia: A megalkuvó / Agostino (1976)
- Alberto Moravia: A római lány (1971)
- Alberto Moravia: Egy asszony meg a lánya (1968)
- Multatuli: Max Havelaar, avagy a holland kereskedelmi társaság kávéaukciói (1981)
- Navarrai Margit: Heptameron (1970)
- Nyolc halhatatlan francia kisregény: Lelkek a purgatóriumban (1967)
- Ivan Olbracht: A hódító (1965)
- Öt halhatatlan amerikai kisregény: Május 1. New Yorkban (1977)
- Cesare Pavese: Szép nyár (1968)
- Petronius Arbiter – Lucius Apuleius: Trimalchio lakomája / Az aranyszamár (1983)
- Luigi Pirandello: Mattia Pascal két élete / Elbeszélések (1975)
- Edgar Allan Poe: Rejtelmes történetek (1967)
- Bolesław Prus: A bábu I–II. (1978)
- Bolesław Prus: A fáraó (1964)
- Alekszandr Szergejevics Puskin: A kapitány lánya / Kisregények és elbeszélések (1987)
- Władysław Stanisław Reymont: Parasztok I–II. (1976)
- Romain Rolland: Az elvarázsolt lélek I–III. (1966)
- Mihail Sadoveanu: A nyestfiak I–II. (1978)
- Antoine de Saint-Exupéry: Éjszakai repülés (1972)
- George Sand: Mauprat (1977)
- André Schwarz-Bart: Igazak ivadéka (1983)
- Walter Scott: A fekete törpe (1981)
- Walter Scott: A lammermoori nász (1967)
- Walter Scott: Ivanhoe (1966)
- Walter Scott: Kenilworth (1971)
- Anna Seghers: A hetedik kereszt (1985)
- Henryk Sienkiewicz: Kereszteslovagok I–II. (1975)
- Henryk Sienkiewicz: Özönvíz I–II. (1969)
- Henryk Sienkiewicz: Tűzzel-vassal I–II. (1980)
- Si Naj-An: Vízparti történet I–III. (1977)
- Mihail Solohov: Csendes Don I–IV. (1974)
- John Steinbeck: Édentől keletre (1979)
- John Steinbeck: Egerek és emberek / Lement a Hold / Szerelem csütörtök (1982)
- John Steinbeck: Érik a gyümölcs / Kék öböl I–II. (1976)
- Robert Louis Stevenson: Öngyilkosok klubja – Három kisregény
- Caius Suetonius Tranquillus: A Caesarok élete (1984)
- Vaszilij Suksin: Vörös kányafa (1985)
- Jonathan Swift: Gulliver utazásai – A világ több távoli országába (1979)
- Stendhal: A pármai kolostor (1966)
- Stendhal: Vörös és fehér / Lucien Leuwen I–II.(1965)
- Stendhal: Vörös és fekete – Krónika 1830-ból (1965)
- William Styron: Nat Turner vallomásai (1984)
- Szép asszonyok egy gazdag házban I–II. (1968)
- Konsztantyin Szimonov: Nappalok és éjszakák (1975)
- Szovjet kisregények: Messzi utca (1972)
- William Makepeace Thackeray: A virginiai testvérek I–II. (1967)
- William Makepeace Thackeray: Hiúság vására (1965)
- William Makepeace Thackeray: Pendennis története I–II. (1972)
- A titokzatos idegen – Négy klasszikus angol kisregény (1968)
- Tizenkilencedik századi elbeszélések: Halhatatlan szerelmesek I–II. (1983)
- Tizenkilencedik századi kisregények: Firenzei éjszakák (1981)
- Alekszej Nyikolajevics Tolsztoj: Első Péter (1965)
- Alekszej Nyikolajevics Tolsztoj: Golgota I–II. (1982)
- Lev Tolsztoj: Anna Karenina I–II. (1974)
- Lev Tolsztoj: Bál után
- Lev Tolsztoj: Feltámadás
- Lev Tolsztoj: Háború és béke I–IV. (1976)
- Ivan Szergejevics Turgenyev: Első szerelem (1979)
- Mark Twain: Egy jenki Arthúr király udvarában
- Válogatás századunk legjobb elbeszéléseiből: Huszadik századi dekameron I–II. (1968)
- Vercors: Tropi-komédia / A tenger csendje és más elbeszélések (1969)
- A világ egy üveggolyóban – Öt szovjet kisregény (1969)
- Világirodalmi dekameron I–III. – Válogatás a világirodalom legszebb elbeszéléseiből az ókortól a XX. századig (1966)
- A világirodalom legszebb drámái I–II.
- A világirodalom legszebb versei – Az ókortól a XIX. századig – (1966)
- A világirodalom legszebb versei – XX. század (1967)
- A világirodalom szerelmes verseiből: Énekek éneke (1973)
- Virágos gyertyák, avagy egy jó házasság története (1959)
- Mika Waltari: Szinuhe (1968)
- H. G. Wells: A bűvös bolt és más elbeszélések (1973)
- H. G. Wells: A láthatatlan ember / Az istenek eledele (1982)
- H. G. Wells: Kipps / Egy jámbor lélek története (1971)
- Franz Werfel: A Musza Dagh negyven napja I–II. (1973)
- Franz Werfel: A nápolyi testvérek (1972)
- Oscar Wilde: Dorian Gray arcképe / Mesék – Elbeszélések
- Thornton Wilder: Szent Lajos király hídja / Mennyei ügyekben utazom / Caesar (1970)
- Émile Zola: A Patkányfogó (1973)
- Émile Zola: A pénz
- Émile Zola: Állat az emberben (1975)
- Émile Zola: Lourdes (1981)
- Émile Zola: Nana (1969)
- Émile Zola: Párizs (1964)
- Émile Zola: Párizs gyomra (1980)
- Émile Zola: Róma (1964)
- Émile Zola: Tisztes úriház (1974)
- Stefan Zweig: Ámok (1977)